# Ігор Горін
Ігор Горін (англ. Igor Gorin, справжнє ім'я Ігнац Грінберг; 26 жовтня 1904, Гродек, Австро-Угорська імперія — 24 березня 1982, США) — оперний співак (баритон), що здобув славу та успіх у США.

## Біографія
Ігнац Грінберг народився у єврейській родині невеликого галицького міста Городок Львівська область .
Батько — Шулім Ґрінберґ, рабин, знавець Талмуду, навчав євреїв Гродка та навколишніх сіл. Мати — Ента Моріц Ґрінберґ, прищепила синові любов до музики. Після смерті матері семирічного Іґнаца виховувала його тітка. Крім Ігнаца у родині був молодший брат Ефроїм та сестра Бліма.
Навчання він проходив у єшиві, куди його віддав батько. Мав успіх у вивченні єврейського богослужіння та івриту, вивчив вісім іноземних мов. Навчання поєднував із хоровим співом у місцевій синагозі.
Через складну соціально-політичну ситуацію у країні та дедалі частіших єврейських погромів сім'я Ґрінберґів у 1919 р., коли Іґнацу виповнилось 15 років, нелегально переїхала до столиці Австрії. У Відні сім'я також переживала різноманітні труднощі. Іґнац змінив декілька професій: на металургійному заводі, у крамниці кравця, рознощика молока, працюючи по 6—8 годин з одним вихідним на тиждень.
Незважаючи на брак вільного часу, Ігнац часто відвідував публічну бібліотеку та безкоштовну вечірню школу. По неділях він ходив у кінотеатр та назавжди полюбив вестерни, ковбоїв та створений кінематографом образ Америки.
На прослуховуванні у хорі синагоги, його спів почув Віктор Фюхс, один з найвідоміших у Відні консерваторських викладачів вокалу того часу, що побачив у юнакові видатний талант та нездоланну любов до співу.
У 1925 р. Фюхс запропонував Іґнацу безкоштовно займатися з Робертом Траневським, одним зі своїх асистентів.
Напружене навчання та робота підірвали здоров'я Іґнаца. Після раптової непритомності майбутньому співакові було поставлено діагноз «гострий туберкульоз», що могло обернутися серйозними ускладненнями для нелегального імигранту. Завдяки сприянню та поруці Віктора Фюхса Іґнац уникнув депортації та пройшов курс лікування на мінеральних водах у Бад-Глайхенберзі.
Після повернення до Відня лікарі визнали його здоровим. Фюхс влаштував Грінберга у Віденську академію музики, де Іґнац із 1926 по 1929 рр. вивчав фортепіано, теорію музики та вокал. Тут же він почув багатьох великих співаків того часу. Кумиром Іґнаца став Маттіа Баттістіні, на віденському концерті якого йому вдалося побувати незадовго до смерті «короля баритонів». Твердо вирішивши досягти такого ж рівня, Грінберг зосередив усі зусилля на тому, щоб опанувати стиль бельканто, однак на той час вся його вокальна практика обмежувалася співом у місцевих синагогах, на єврейських весіллях та похоронах.
Ігнац став головним кантором Леопольдштадтської синагоги у Відні, поступово здобуваючи популярність у межах всього міста. Один зі знайомих рабинів влаштував його оперний дебют у швейцарській постановці «Турандот» у ролі радника Пінга.
Пізніше Іґнац став співробітником Чеської оперної компанії, де його репертуар складали партії Тоніо, Жермона-батька, Фіґаро, Ріґолетто, Ренато, Вольфрама, Ескамільо та Валентина.
Доленосною виявилася зустріч із великим ваґнерівським баритоном Гансом Ґерманом Ніссеном, який проводив прослуховування у пошуках молодих талантів. Агент Ніссена Ґюнтер Ґунбрау порадив Ігнацу взяти псевдонім «Ігор Горін», щоб полегшити собі шлях до міжнародного визнання.
У 1930 р. Ґрінберг під новим ім'ям опинився у опері Тепліц-Шьонау, що давало йому також право та можливість виступати на сцені Віденської народной опери.
Ігор Горін вперше приїхав до США у 1930 р. не як оперний співак, а як кантор на запрошення синагоги міста Провіденс у штаті Род-Айленд. Рабин синагоги Якоб Зондерлінг почув спів Горіна у Відні и був так вражений, що запросив його до себе заспівати суботню службу та декілька концертів.
Повторна поїздка відбулась у 1931 р.
Горін був стурбований антиєврейськими настроями у Німеччині та зростаючою популярністю Гітлера. У 1933 р., коли Гітлер прийшов до влади, Горін спробував отримати візу у США для себе та своєї сім'ї. Але оскільки його родичі досі були на нелегальному положенні, він зміг отримати візу лише для себе та поїхав один.
У США Горін оселився у Зондерлінга. На одному з званих вечорів у будинку рабина Горін влаштував імпровізований концерт. Один з гостей Девид Бендлер, успішний бізнесмен, хазяїн меблевої фабрики, почувши спів Горіна, негайно вирішив стати його менеджером, а свою колишню справу передати синові.
Бендлер використав свої зв'язки з керівництвом нью-йоркського театру Radio City Music Hall, де розпочалася американська кар'єра Горіна, який був заявлений на афішах як «віденський баритон Чарльз Горін». Пізніше було підписано договір на 10 тижнів с радіомовною компанією NBC про участь у програмі «The Standard Hour». Під час цих передач Горін познайомився з композитором Альбертом Хеєм Малоттом, що дозволило йому стати першим співаком, що виконав відомий твір Малотта «The Lord’s Prayer» («Молитва Господня», «Отче наш»). Композиція та зроблений у 1940 р. запис набрали значну популярність.
Горін послідовно розвиває свою участь у радіопрограмах Hollywood Hotel, Kraft Music Hall, Great Moments in Music, Ford Sunday Evening Hour, International Harvester, RCA Victor Hour.
У 1936 р. співак підписав свій перший контракт з RCA та у 1937 році записав свою першу платівку. Він також зіграв роль перукаря-грека Нікки Папалусаса у фільмі «Broadway Melody of 1938», виконавши пісню тореадору та частину арії Фігаро з «Севільського цирульника».
У травні 1939 р. Горін одружився з радіоактрисою Мері Сміт, а в липні отримав громадянство США. Подружжя живе у Нью-Йорку, відпустку проводять зазвичай у Смарагдовій долині, де Горін захоплено займається верховою їздою, втілюючи у життя юнацькі мрії про ковбоїв та Дикий Захід. Весь цей час він наполегливо марно намагався вивезти з Австрії до США свою сім'ю. Він зміг врятувати від репресій лише свого першого вчителя вокалу, Віктора Фюхса, який у США швидко отримав визнання та відкрив власну школу. У 1945 р. Горін дізнався, що брат та сестра врятувались, але батько та дядько загинули у концтаборах.
Незважаючи на невдале прослуховування у Метрополітен-опера кар'єра Горіна наприкінці 1930-х на підйомі. Він іноді виступає у різних оперних театрах по всьому США, але здебільшого співає на радіо та телебаченні, дає концерти, пише музику.
До середини 1940-х Ігор Горін регулярно з'являється у таких передачах, як Voice of Firestone и Bell Telephone Hour.
Американські музичні критики одностайно відзначали його бездоганне фразування, дикцію, володіння диханням, великий діапазон та красу голосу, що зближувало його зі своїм кумиром Баттістіні, свідомим наслідувачем якого він залишався.
З пізніх відеозаписів Горіна звертають на себе увагу Ріголетто у програмі NBC Opera Theatre (одна з перших у світі прямих телепередач з оперної зали, 1958) та Жермона-батька (у передачі NBC у 1960 р.).
12 жовтня 1962 р. на сцені чиказької Lyric Opera Горін заспівав роль князя Ігоря.
10 лютого 1964 р. Горін вперше виступив у Метрополітен-опера у ролі Жермона-батька у опері «Травіата». Незважаючи на підписаний контракт з театром, цей перший виступ виявився для нього останнім, що сам Горін пояснював прихованими інтригами.
У тому ж році він відправляється у Європу для участі у телевізійній постановці «Веселих кумоньок з Віндзору» Ніколаї за участю багатьох зірок європейської опери того часу.
Після повернення до США у Горіна починаються серйозні проблеми зі здоров'ям: праве око видаляють через глаукому, повторюються напади астми. Лікарі рекомендують переїхати у більш сухий клімат.
У 1966 р. Ігор Горін покидає сцену за станом здоров'я, переїжджає разом із дружиною на південь США та стає професором музики у Університеті Аризони у місті Туксон.
Одночасно він як кантор кожну суботу веде богослужіння у місцевій синагозі.
Наприкінці 1970-х загострилася меланома на нозі, яку він довгий час взагалі ігнорував, що зумовило відхід від справ.
24 березня 1982 року в 77-річному віці Ігор Горін помер у важких болях від раку в оточенні дружини Мері та близького друга Девіда Філлмана.